# Centrolene robledoi
Centrolene robledoi és una espècie de granota que viu a Colòmbia.
Està classificada com risc mínim (2014), tot i que molts hàbitats es fan malbé per l'activitat humana: ramaderia intensiva, explotació de mines, desforestació i altres.